# Politický systém Rakouska
Rakousko je podle ústavy z roku 1920 spolkovou parlamentní republikou. Hlavou státu je spolkový prezident volený na šest let v přímých volbách. Jmenuje členy spolkové vlády. Rakouský parlament je dvoukomorový. Skládá se z Národní rady a Spolkové rady. Národní rada je volena obyvatelstvem na pětileté období, členy Spolkové rady volí zemské sněmy rakouských spolkových zemí. Spolková vláda je odpovědná Národní radě a skládá se ze spolkového kancléře, vicekancléře a spolkových ministrů.

## Spolkové země
Rakousko se skládá z devíti autonomních spolkových zemí: Burgenlandu, Dolních Rakous, Horních Rakous, Korutan, Salcburska, Štýrska, Tyrolska, Vídně a Vorarlberska. Každá spolková země má vlastní zemskou ústavu, jednokomorový zemský sněm a zemskou vládu, jíž předsedá zemský hejtman.

## Politické strany
Rakouské politické scéně dlouhodobě dominovaly dvě politické strany – pravicová ÖVP a levicová SPÖ. Od začátku 90. let 20. století se však na celostátní úrovni začaly prosazovat i další.